# Зиядин, Исмаил
Исмаил Зиядин (крымскотат. İsmail H. A. Ziyaeddin; 13 ноября 1912, Констанца — 3 мая 1996, Бухарест) — крымскотатарский поэт, известный как создатель крымскотатарской письменности на основе латиницы (румынский вариант) и соавтор первых учебников крымскотатарского языка с латинской графикой в Румынии.

## Биография
Родился 13 ноября 1912 года в семье Хаги Ахмета (1875–1963) и Фатмы (1880–1971) в Констанце. Его отец Хаги Ахмет был родом из Крыма. После изучения теологии в Турции переехал в Румынию, где служил имамом и женился на дочери шейха Ислама Омера.
В родном городе посещал начальную школу на татарском языке и с отличными результатами окончил медресе в Меджидии. Он увлекался татарским литературным и музыкальным фольклором. Играл на скрипке, и его часто видели разучивающим новые песни.
После окончания продолжил углублять свои знания азиатских языков и литературы, чтобы записывать и устанавливать сходства между тюркскими языками. С 1932 по 1937 год работал в национальной лотерее. С 1940 по 1942 год был личным помощником муфтия Констанцы.
С 1942 по 1944 год был имамом мечети, расположенной в парке Кароля I в Бухаресте, которая позже была снесена, чтобы освободить место для Мавзолея коммунистических героев, построенного на её месте. В 1950 году окончил факультет гражданского строительства в Тимишоаре.
Переводил с румынского на крымскотатарский стихи Михая Эминеску и Джордже Кошбука.
В 1985 году его стихи были опубликованы Шукраном Вуап-Мокану на курсах добруджататарского языка в Университете Бухареста.
Умер 3 мая 1996 года в Бухаресте.